# Walter Flachsenberg
Walter Flachsenberg (* 26. Oktober 1908 in Mönchengladbach; † 3. November 1994 in Westerland) war ein deutscher Marineoffizier, zuletzt Flottillenadmiral der Bundesmarine.

## Leben
Walter Flachsenberg war Sohn eines Pädagogen und einer Pädagogin. Er studierte nach dem Abitur 1927 zunächst Psychologie, Pädagogik und Soziologie.

### Reichs- und Kriegsmarine

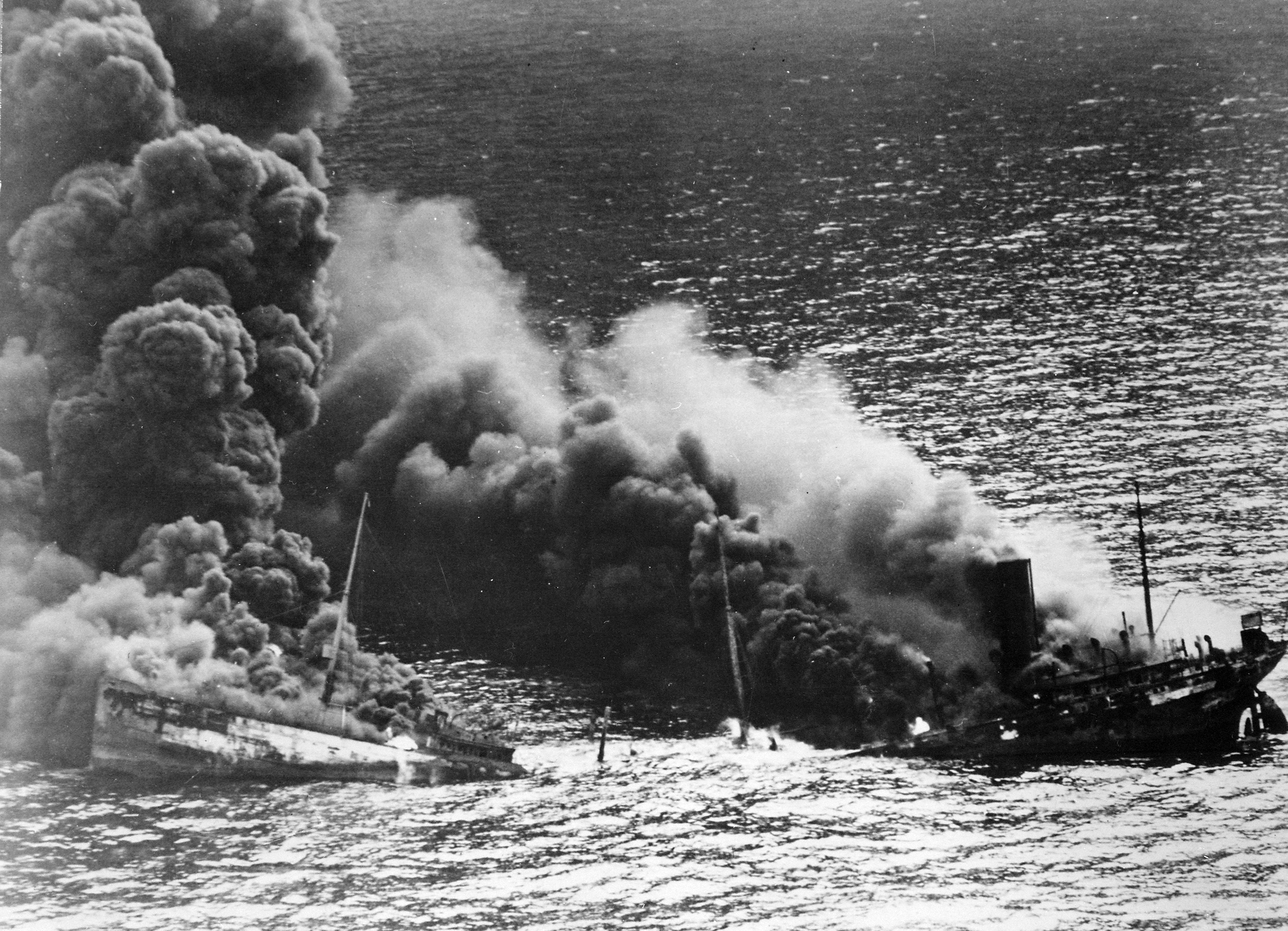
Die von Flachsenberg versenkte Dixie Arrow

Flachsenberg trat 1928 in die Reichsmarine ein und wurde zum Seeoffizier ausgebildet. Bei Ausbruch des Zweiten Weltkriegs war er als Kapitänleutnant Kommandeur einer Flakabteilung auf Sylt. 1940 meldete er sich zur U-Boot-Ausbildung. Darin eingeschlossen war eine Feindfahrt zur Unterweisung auf U 100 unter Kapitänleutnant Joachim Schepke im September 1940, bei der innerhalb von 15 Tagen sieben Schiffe versenkt wurden. Nach Abschluss der Ausbildung wurde Flachsenberg am 14. Dezember 1940 Kommandant von U 71. Mit diesem Boot unternahm er sechs Feindfahrten, bei denen fünf Schiffe versenkt wurden. Am 3. Juli 1942 gab Flachsenberg sein Kommando ab, nachdem er zwei Tage zuvor zum Korvettenkapitän befördert worden war. Aus gesundheitlichen Gründen erhielt er ein Landkommando als Erprobungsgruppenleiter U-Boote beim Torpedoerprobungskommando. 1944 wurde er dessen Kommandeur und 1945 Abteilungschef im Torpedowaffenamt.

### Nachkriegszeit
In der Nachkriegszeit in Deutschland nahm Flachsenberg an der Christian-Albrechts-Universität zu Kiel sein Universitätsstudium wieder auf. Er ergänzte es um die Fächer Romanistik, Anglistik, neuere Geschichte, deutsche Literatur, Philosophie und Leibesübungen. Er schloss als staatlich geprüfter Turn- und Sportlehrer ab und wurde 1950 in Kiel zum Dr. phil. promoviert.

### Bundesmarine
Nach Gründung der Bundesmarine kehrte Flachsenberg in den aktiven Dienst zurück und war zunächst Referent, später als Kapitän zur See von April 1961 bis Mai 1962 Leiter der Unterabteilung I Personal und Innere Führung im Führungsstab der Marine. Am 1. Juni 1962 wurde er Kommandeur der Marineartillerieschule in Kiel und am 1. April 1965 Leiter der Stammdienststelle der Marine. Am 1. März 1966 übernahm er als Flottillenadmiral das erstmals besetzte Amt des Admirals für Erziehung und Bildung in der Marine im Marineamt. Nach dieser Tätigkeit trat Flachsenberg im März 1969 in den Ruhestand.

## Auszeichnungen
- Verdienstorden der Bundesrepublik Deutschland, Verdienstkreuz 1. Klasse (1969)